# Diocesi di Castello di Tatroporto
La diocesi di Castello di Tatroporto (in latino Dioecesis Castellotatro-Portensis) è una sede soppressa e sede titolare della Chiesa cattolica.

## Storia
Castello di Tatroporto, nell'odierna Algeria, è un'antica sede episcopale della provincia romana della Mauritania Cesariense.
Unico vescovo conosciuto di questa diocesi africana è Reparato, il cui nome appare al 94º posto nella lista dei vescovi della Mauritania Cesariense convocati a Cartagine dal re vandalo Unerico nel 484; Reparato, come tutti gli altri vescovi cattolici africani, fu condannato all'esilio.
Dal 1933 Castello di Tatroporto è annoverata tra le sedi vescovili titolari della Chiesa cattolica; dal 27 febbraio 2023 il vescovo titolare è Saulius Bužauskas, vescovo ausiliare di Kaunas.

## Cronotassi

### Vescovi residenti
- Reparato † (menzionato nel 484)

### Vescovi titolari
- Pedro Antônio Marchetti Fedalto (30 maggio 1966 - 28 dicembre 1970 nominato arcivescovo di Curitiba)
- Valentino Giacomo Lazzari, O.F.M.Cap. † (18 maggio 1971 - 26 maggio 1978 dimesso)
- Teodoro Luis Arroyo Robelly, S.D.B. † (24 gennaio 1981 - 13 ottobre 2000 deceduto)
- Joseph Aké Yapo (15 maggio 2001 - 21 luglio 2006 nominato vescovo di Yamoussoukro)
- José Alejandro Castaño Arbeláez, O.A.R. (13 novembre 2006 - 21 ottobre 2010 nominato vescovo di Cartago)
- Rosalvo Cordeiro de Lima (2 febbraio 2011 - 7 ottobre 2020 nominato vescovo di Itapipoca)
- Teodoro Gómez Rivera (14 novembre 2020 - 26 gennaio 2023 nominato vescovo di Choluteca)
- Saulius Bužauskas, dal 27 febbraio 2023